# مارينا سيلفا
مارينا سيلفا (بالبرتغالية: Marina Silva) (ولدت في أكري في 8 فبراير، 1958) هي سياسية وناشطة بيئية برازيلية. كانت زميلة لشيكو مينديز. وكانت عضوًا في حزب العمال البرازيلي حتي أغسطس 2009، وشغلت منصب عضو في مجلس الشيوخ قبل أن تصبح وزيرة للبيئة في عام 2003. في عام 1996 حصلت علي جائزة غولدمان البيئية مناصفة مع ناربونا رويز، في عام 2007 قام برنامج البيئة التابع للأمم المتحدة بإعطائها لقب «بطل من الأرض» وحصلت في عام 2009 علي جائزة صوفي البيئية والمقدرة قيمتها ب 100000 $.

## النشأة
تربت كعشرات الأطفال الذين يعملون في جمع المطاط في غرب ولايه أكري، وفي سن السادسة عشر أصبحت يتيمة ولذلك انتقلت للعيش في عاصمة الولاية ريو برانكو وقد تلقت تعليم كاثوليكي إلي جانب عملها كخادمة, ثم تخرجت من قسم التاريخ من الجامعة الفيدرالية بولاية أكري، وفي سن السادسة والعشرين أصبحت ناشطة سياسية، وفي عام 1984 ساعدت في إنشاء أول اتحاد عمال في ولاية أكري، وقد قادت تظاهرات إلي جانب شيكو مينديز للتحذير من إزالة الغابات.

## عضو في مجلس الشيوخ
تعد سيلفا أول جامع مطاط ينتخب على الإطلاق لمجلس الشيوخ الاتحادي في البرازيل، وانطلاقا من كونها مواطنة أمازونية وسيناتور قامت بإنشاء نظام دعم للحماية البيئية للمحميات والاحتياطات الطبيعية, والعدالة الاجتماعية والتنمية المستدامة في منطقة الأمازون، وما بين السنوات 2004 إلي 2007 قلت عمليات إزالة الغابات بنسبه 59% حيث أنها أنتهجت سياسات حكومية متكاملة خلال تلك الفترة.

## الاستقالة
تقدمت مارينا باستقالتها في منتصف مايو 2008 وقد حل محلها كاروس مينك. وقد علقت مارينا علي الاستقالة [انها وفريق عملها واجهوا مقاومة متزايدة من قطاعات مهمة في الحكومة والمجتمع ] ,نتج عن ذلك أنها أصبحت في عزلة متزايدة عن حكومة لويس إيناسيو لولا دا سيلفا بسبب آرائها عن السدود الكهرومائية والوقود الحيوي والمحاصيل المعدلة وراثيا، عشية استقالة مارينا سيلفا تم نعي الغابات المطيرة على لسان سيرجيو ليتاو مدير السياسة العامة لمنظمة السلام الأخضر قائلاً «لقد حان وقت البدء في الصلاة علي الغابات المطيرة».

## تغير اتجاهها السياسي
في 19 أغسطس 2009 أعلنت مارينا تغير واجهتها السياسية من حزب العمال البرازيلي إلى حزب الخضر وذلك لاعتراضها على السياسات البيئية التي ينتهجها حزب العمال، ترشحة في الانتخابات الرئاسية في البرازيل 2010 تحت راية حزب الخضر.

## روابط خارجية
- مارينا سيلفا على موقع الموسوعة البريطانية (الإنجليزية)
- مارينا سيلفا على موقع مونزينجر (الألمانية)
- مارينا سيلفا على موقع أوليمبيديا (الإنجليزية)